# Pick It Up
«Pick It Up» (с англ. — «Возьми это») — песня американского рэпера Famous Dex при участии ASAP Rocky. Она была выпущена, как первый сингл с дебютного студийного альбома Dex Meets Dexter. Он был спродюсирован FKi 1st и Sosa808. Сингл семплирует песню Сисси Хьюстон «Nothing Can Stop Me». Первоначально «Pick It Up» был выпущен на SoundCloud Famous Dex 18 октября 2017 года, однако песня была перевыпущена на стриминговых сервисах 20 октября 2017. Трек достиг 54 места в чарте Billboard Hot 100. Сингл был сертифицирован платиновым американской ассоциацией звукозаписывающих компаний.

## Видеоклип
Видеоклип на песню был выпущен 7 января 2018. Он был спродюсирован AWGE и Hidji Films.

## Чарты

### Недельные черты
| Чарт (2017—2018)                      | Высшая позиция |
| ------------------------------------- | -------------- |
| Канада (Billboard Canadian Hot 100)   | 60             |
| США (Billboard Hot 100)               | 54             |
| США (Billboard Hot R&B/Hip-Hop Songs) | 26             |

### Годовые чарты
| Чарт (2018)                           | Позиция |
| ------------------------------------- | ------- |
| США Hot R&B/Hip-Hop Songs (Billboard) | 64      |

## Сертификации
| Регион                                                                      | Сертификация  | Продажи   |
| --------------------------------------------------------------------------- | ------------- | --------- |
| США (RIAA)                                                                  | 2× Платиновый | 2 000 000 |
| Данные о продажах + прослушиваниях приведены только на основе сертификации. |               |           |